# Martha Wentworth
Verna Martha Wentworth (2 de junho de 1889 – 8 de março de 1974) foi uma atriz americana. Sua variedade vocal a levou a ser chamada de "Atriz das 100 Vozes".

## Biografia
Wentworth nasceu em 2 de junho de 1889, em Nova Iorque. Depois de se formar na escola pública, frequentou a Escola Nacional de Expressão. Ela foi uma das protegidas de Minnie Maddern Fiske e apareceu em diversas produções teatrais, começando aos 17 anos.
A longa carreira de Wentworth no rádio começou no início da década de 1920. Ela interpretou The Wintergreen Witch no programa de rádio The Cinnamon Bear (1937), Annie Wood e Sra. Littlefield em Crime Classics (1953), e Ma Danields em The Gallant Heart (1944). Ela interpretou a mãe de Joe Penner em The Park Avenue Penners. Ela também teve papéis semi-regulares em Broadway Is My Beat, On Stage, The Witch's Tale, The Baby Snooks Show, e The Abbott and Costello Show. Ela dublou Mama Katzenjammer na adaptação Katzenjammer Kids de The Captain and the Kids.
Na década de 1940, Wentworth tornou-se atriz de cinema em vários filmes de faroeste de Red Ryder. Ela esteve em Lassie como a vizinha Bertha, exibida pela primeira vez em 22 de março de 1959, no episódio 29 da 5ª temporada. Ela dublou papéis em duas produções da Walt Disney: Nanny, em One Hundred and One Dalmatians (1961) e Madame Min em A Espada Era a Lei (1963), sua última aparição creditada no cinema.
Wentworth morreu em 8 de março de 1974, aos 84 anos.

## Filmografia selecionada
- Poor Little Me (1935, curta) - Cantora (voz, sem créditos)
- Who Killed Cock Robin? (1935, curta) - Jenny Wren (voz, sem créditos)
- Broken Toys (1935, curta) - ZaSu Pitts, Mae West (voz, sem créditos)
- Bottles (1936, curta) - Bruxa Hazel (voz, sem créditos)
- The Blow Out (1936, curta dos Looney Tunes) - O Bombardeiro Louco (voz, sem créditos)
- Prison Shadows (1936) - Sra. Murphy (sem créditos)
- I Love to Singa (1936, curta de Merrie Melodies) - Mãe Coruja (voz, sem créditos)
- The Old House (1936, curta) - Bruxa do Rádio (voz, sem créditos)
- Toby Tortoise Returns (1936, curta) - Jenny Wren (voz, sem créditos)
- At Your Service Madame (1936, curta de Merrie Melodies) - Sra. Hamhock (voz, sem créditos)
- The CooCoo Nut Grove (1936, curta de Merrie Melodies) - Mae West (voz, sem créditos)
- Little Cheeser (1936, curta) - Mãe (voz, sem créditos)
- Pigs Is Pigs (1937, curta de Merrie Melodies) - Sra. Hamhock (voz, sem créditos)
- The Masque Raid (1937, curta) - Bruxa (voz, sem créditos)
- Cleaning House (1938, curta) - Mama (voz, sem créditos)
- Blue Monday (1938, curta) - Mama (voz, sem créditos)
- The Captain's Pup (1938, curta) - Mama (voz, sem créditos)
- A Day at the Beach (1938, curta) - Mama (voz, sem créditos)
- Old Smokey (1938, curta) - Mama (voz, sem créditos)
- The Kangaroo Kid (1938, curta) - Mãe Canguru (voz, sem créditos)
- Petunia Natural Park (1939, curta) - Mama (voz, sem créditos)
- The Bookworm (1939, curta) - Bruxa (voz, sem créditos)
- Peace on Earth (1939, curta) - Mãe Esquilo (voz, sem créditos)
- A Rainy Day (1940, curta) - Mamãe Ursa (voz, sem créditos)
- Waterloo Bridge (1940) - Pessoa na ponte no final (sem créditos)
- Wildcat Bus (1940) - Sra. Waters (sem créditos)
- Papa Gets the Bird (1940, curta) - Mamãe Ursa (voz, sem créditos)
- Who Killed Aunt Maggie? (1940) - Governanta (sem créditos)
- Bowery Blitzkrieg (1941) - Sra. Brady
- O Médico e o Monstro (1941) - Proprietária (sem créditos)
- The Field Mouse (1941, curta) - Mãe Rato (voz, sem créditos)
- Fraidy Cat (1942, Tom and Jerry curta) - mulher no programa de rádio "hora das bruxas" (voz, sem créditos)
- The Hungry Wolf (1942, curta) - Mãe Coelho (voz, sem créditos)
- The Adventures of Martin Eden (1942) - Proprietária (sem créditos)
- Rudyard Kipling's Jungle Book (1942) - Capuz Branco (voz, sem créditos)
- Clancy Street Boys (1943) - Sra. Molly McGinnis
- Strange Affair (1944) - Proprietária (sem créditos)
- Laços Humanos (1945) - Mãe de Sheila (sem créditos)
- Fallen Angel (1945) - Empregada de Hotel (sem créditos)
- Adventure (1945) - Mulher (sem créditos)
- The Stranger (1946) - Sara
- Santa Fe Uprising (1946) - A Duquesa
- Stagecoach to Denver (1946) - A Duquesa (Tia de Red)
- Vigilantes of Boomtown (1947) - Duquesa Wentworth
- Oregon Trail Scouts (1947) - A Duquesa
- Rustlers of Devil's Canyon (1947) - A Duquesa
- Marshal of Cripple Creek (1947) - A Duquesa
- His Bitter Half (1950, curta de Merrie Melodies) - esposa de Daffy Duck (voz, sem créditos)
- Love Nest (1951) - Sra. Thompson (sem créditos)
- She Couldn't Say No (1952) - Sra. Holbert (sem créditos)
- Young Man with Ideas (1952) - Sra. Hammerty
- Willie the Kid (1952, curta) - Myrtle Smith (voz, sem créditos)
- You for Me (1952) - Mãe de Lucille (sem créditos)
- O. Henry's Full House (1952) - Sra. O'Brien (segmento "The Last Leaf") (sem créditos)
- My Man and I (1952) - Senhoria de Nancy (sem créditos)
- The Clown (1953) - Vizinha (sem créditos)
- One Girl's Confession (1953) - Velha senhora
- The Human Jungle (1954) - Marcy, Zeladora (sem créditos)
- Jupiter's Darling (1955) - Viúva Titus
- Sementes de Violência (1955) - Sra. Lucy Brophy (sem créditos)
- Artists and Models (1955) - Senhora gorda (sem créditos)
- Good Morning, Miss Dove (1955) - Annie Holloway (sem créditos)
- O Homem do Braço de Ouro (1955) - Vangie (sem créditos)
- The Killer Is Loose (1956) - Esposa do gerente de apartamento (sem créditos)
- Rock Around the Clock (1956) - Miss Anna Dunlap - Acompanhante (sem créditos)
- The Desperados Are in Town (1956) - Sra. Joan Tawson (sem créditos)
- Monkey on My Back (1957) - Senhoria (sem créditos)
- The Daughter of Dr. Jekyll (1957) - Sra. Felicity Merchant
- Go, Johnny, Go! (1959) - Sra. Kimberley McGillicuddy
- The Beatniks (1960) - Nadine
- One Hundred and One Dalmatians (1961) - Nanny / Queenie / Lucy (voz)
- A Espada Era a Lei (1963) - Madame Min / Granny Squirrel / Scullery Maid (papel compartilhado com Barbara Jo Allen) (voz)
- Mary Poppins (1964) - Vaca cockney (voz, sem créditos) (última aparição no cinema)